# 莱佛士书院
莱佛士书院（中学部）（Raffles Institution (Secondary)）是新加坡历史最悠久的学校，是新加坡最顶尖的学校之一。该校同莱佛士女子中学和莱佛士初级学院一起开设直通车课程（莱佛士课程），使学生不必参加中学会考直接进入两年制高中学习。
学校由新加坡的发现者及首任总督、英国人斯坦福·莱佛士爵士于1823年6月5日创办，原名新加坡书院（Singapore Institution），1868年为纪念莱佛士爵士而更名为莱佛士书院。在该校长达180多年的历史中，培养了新加坡几乎所有重要的政商界人士，包括新加坡的两位总理李光耀与吴作栋。因其特殊的历史背景和仿效西方的办学模式，莱佛士书院一直受到新加坡英语背景家庭的欢迎，学校内学生使用的主要语言也是英语而非新加坡各種漢語；这与新加坡另一所名校华侨中学是完全不同的，华侨中学的学生大多都来自新加坡各種漢語背景的家庭，也多习惯在日常交流中使用華語或其他漢语。
莱佛士书院与莱佛士女子中学和莱佛士初级学院（两年制的高中）拥有特殊的联系，一般被合称为“莱佛士家族”（Raffles family）。莱佛士书院与莱佛士初级学院相邻、相连，两校之间没有围墙；三所学校也都共享教学资源与设备，也都拥有共同的校歌、校徽和校训。三所学校的校友都将自己称作“Rafflesian”（莱佛士人）。
2008年10月3日，新加坡教育部批准了莱佛士书院与莱佛士初院提出的合并，于2009年1月1日生效。两间学校课程上并未合并，只在行政方面合并。2008年6月，两校董事局已经合并，并有三分之一是来自莱佛士女校董事局，新加入的董事长。但是，莱佛士女校因认为学生在女校的环境中会更有冒险精神，更敢于当上领袖，而没与莱佛士书院合并。

## 历史
自莱佛士爵士抵达新加坡以来他就一直有在新加坡建立一所东南亚顶尖的、仿英国公学式学校的念头。最初的计划是将在马六甲的英华学院（Anglo-Chinese College）搬迁到新加坡，但是原计划因种种原因始终未能实现。
随着莱佛士总督任期的届满，莱佛士不得不放弃原先的计划，在新加坡重新建立一所新的学校。于是莱佛士书院于1823年6月5日奠基，1824年8月1日招收了第一批50名学生，1837年J·H·摩尔成为书院的首位校长。学校校址最早位于勿拉士峇沙路（Bras Basah Road），今天旧校舍已经不复存在，在原校址土地上建造了来福士城购物中心和斯坦福酒店。1844年，学校又建成了一栋教学楼，在此专收女生，而这个莱佛士书院的女生部也成为日后莱佛士女中的前身。
1903年，原本私立的莱佛士学院成为公立学校，而直到今天莱佛士书院依然是教育部管辖下的一所政府中学，虽然它要比其他大部分中学享有更高的自主权。但尽管成为了公立学校，莱佛士书院依然保持了许多私立学校的特色，例如学长制、寄宿制、重视体育和男女分开教学的传统。这时的莱佛士书院已经摆脱了早期资金匮乏的窘况，成为新加坡乃至东南亚顶尖的学校，甚至连泰国的国王也公派了17名留学生到莱佛士书院学习。到1930年代学校到达了一个顶峰，此时的多位校友，包括李光耀等，之后都成为新加坡的领导者。
1942年新加坡被日本军队占领，莱佛士书院被日军征用为日本军营，学校也无法正常运作，这段时间可能是学校历史上最黑暗的一段。
1945年11月8日，莱佛士书院借用了圣若瑟书院（St. Joseph Institution）的部分校舍复学，原本的校舍经过战争已经无法使用，但是很快学校在校舍修复后又重新搬回原址。战后历任的英籍校长都试图将莱佛士书院恢复到战前的辉煌，但是战后英国在其殖民地影响力的式微意味着学校的教学风格将完全改变。1958年，莱佛士书院迎来了历史上的首任亚裔校长，之后就再也没有一位英国人出任过学校校长。之后学校又再度步入了高速成长期，1962年成为新加坡平均成绩最好的学校，以后也一直保持着这样的杰出表现。
1973年，在莱佛士书院150周年校庆之际，学校搬迁到格兰芝路，新校舍设施一流，拥有网球场、大操场、大草坪、标准400米跑道和一个标准50米游泳池。1981年，莱佛士书院的高中部被分拆出来组建了莱佛士初级学院，莱佛士书院成为一所4年制中学，学生毕业后必须参加统考进入合适的2年制初级学院。1983年学校开始开办特殊教育课程（现已与莱佛士课程合并）专门教育全国顶尖的学生。

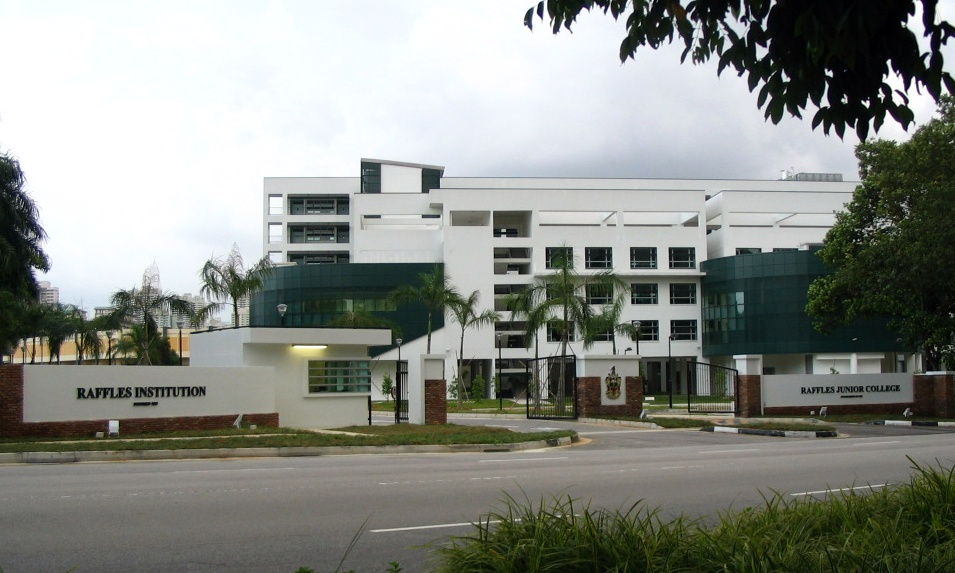
位于碧山21街、莱佛士书院与莱佛士初级学院共同的校门，两校的校名分别被刻在大门的两侧

1990年学校再度搬迁，新校舍位于碧山，目前学校的地址是莱佛士书院巷1号，它是新加坡唯一一所其校名被用于路名的学校。1992年新的学校宿舍在校园内完工，学生可以申请住读，宿舍也可提供给外国留学生居住。1992年莱佛士书院被新加坡《海峡时报》评为新加坡最好的中学。除了1996年以微弱的差距屈居第二外，在1993年起新加坡教育部公布官方的中学排名中，学校一直保持着第一名的头衔。

## 文化

### 校服
莱佛士书院的学生校服全白，上衣为一件白色短袖衬衫，学生需在衬衫口袋的左上角别上校徽。低年级生（中一、中二学生）需穿白色的短裤及袜子。在参加完中三学年开始的新加坡外展训练露营后，学生可以选择继续穿白色短裤或更换为白色长裤。除中三、中四的学长团学长外，所有学生必须穿白色底色的鞋子，且鞋带必须为纯白色。中三中四的学长团学长除体育课时穿运动鞋之外，必须穿着正式的黑色皮鞋。学生需在正式场合及仪式中佩戴领带。教师在特殊场合中需穿戴学位服。

### 新生露营
与许多历史悠久的学校一样，莱佛士书院保留着很多传统。例如，每一届的新生在入校后都要参加一个为期3天的露营活动。在前一年年底被选拔的中学四年级学生，除了在这3天露营中，也会在第一学段内，举办种活动，培养中一生的莱佛士精神”。在3天活动结束之后学校会举行一个整式的仪式，向每位新生颁发校徽，象征其正式融入了学校的大家庭。
露营还包括一个传统活动——Walk of Initiation。在这个活动中，新生必须脱掉上衣蒙住双眼，形成一个队伍，并完成种种障碍，以发挥团体精神。
此外，每界莱佛士学生都要学唱“届歌”。莱佛士书院共有3首届歌，由每年中学4年级的学生交给中学1年级学生，三首歌是《手牵手》、《关怀的声音》和《我们还年轻》。学校的学生会也被认为是新加坡最活跃的学生会，这里是新加坡未来领袖的摇篮，很多莱佛士书院学生会主席日后都踏入政界服务。

### 外展露营
每年年头，中三学生都会到乌敏岛（新加坡外岛）参加外展学校的露营，为期5天。露营之后，学生便正式成为中学部的高年级学生，可穿上白色长裤。

### 学长团
莱佛士书院（中学部）学长团分为5个部门：福利部、沟通部、人力资源部、纪律部及Gryphons’ Committee。Gryphon's Committee于2007年成立，负责提倡已淡化的“莱佛士精神”。
学长团的选拔过程为期5个月，内容包括提名、面试、竞选活动及竞选。所有中一、中二学生及中三的外国学生都可被提名。赢得竞选的学长将在为期4个月的过渡期后，正式加入学长团。新学长的入职典礼在每年三月初前后举办。
学长团除了维持纪律以外，也举办各种活动，包括正式场合、校内艺术比赛（Rafflesian Spotlight）、社区服务活动等。

### 班级执委
莱佛士书院（中学部）的每一个班级都有班级执委，由三人组成，三人职务分别为班长、副班长与财务。候选人通常由同班同学投票进入班级执委，但也可由级任老师自行任命。
除了班级执委，莱佛士书院（中学部）还有班级执委理事会，由中学部每个年级的4个班级执委组成。班级执委理事会于学长团密切合作，主办各种活动。

### 教育宗旨与价值观
学校的教育宗旨是培育具有“以服务来领导，以领导来服务”的思想者、领导者和先驱者品格的学生。
学校的教育宗旨由学校的“火焰（FIRE）”价值观所深化支持。“火焰”价值观具体为：刚毅（Fortitude）、正直（Integrity）、尊重（Respect）以及进取（Enterprise）。

#### 莱佛士人荣誉准则（the Rafflesian Principle of Honour）
在求学方面，我会表现出纪律及对学习的热诚；在道德方面，我会发扬正直，并且尊重关爱个人、团体于社区。我会秉持上述内容，坚持遵守莱佛士人荣誉准则。

## 校园
书院共有七座教学设施楼。

### 尤索夫·伊萨楼（行政楼）
书院的主楼是尤索夫·伊萨楼，内设有三个讲堂与影音讲堂，用于上课、大型演讲、课外活动、教师会议等。
同时，它也是行政办公室、3间教室办公室、主任办公室与校友会办公室的所在地。
行政楼有六个开放式的区域供学生自习，以及一个主要的圆形中庭。

#### 科学中心
科学中心是学校科学研究设施的集中地，内设有上科学课、举行科学学会训练的多间化学、物理学和生物学实验室。此外，科学中心也是探索试验室、镭射动画与技术工作室、材料科学实验室等专门研究设施的所在地。

#### 人文学中心
人文学中心内设有历史室、地理室与英文文学室。一楼有两个小讲堂与一片开放式的区域。

### 低年级楼
低年级楼是以下设施的所在地：
- 15间中学一年级课室（音乐团体下午的练习场所）
- 8间研讨室
- 2间电脑室（通常用于上课、研究学）
- 英文室（戏剧组的练习场所）
- 2间中文室
- 复印室
- 区域学专用教室

低年级楼中庭通常用于集会及制服团体训练，上方是一个可伸缩的屋顶。

### ARTSpace
ARTSpace原名为设计中心。一楼是画廊、科室、打击乐室、钢琴室、苹果电脑室、画室与陶瓷室，以及艺术教师办公室的所在地。二楼为体育馆。三楼则设有制服团体室和吉他室。屋顶装有该校的小型气象站。
ARTSpace旁有个小型建筑物，目前由该校童军队使用。一楼由01 Scouts使用，二楼则由02 Scouts使用。

### 拉惹勒南楼
拉惹勒南楼有七层楼高，连接中学部与初院部。1楼宽敞且通风，同时设有许多桌椅，因此通常用于制服团体训练，中学部与初院部的学生也常常在此自习或举行小组讨论。楼外是一片草坪，用于体育活动。2楼到6楼是40间中学3、4年级学生的教室，以及泰米尔文课室的所在地。这些课室同时也是课外活动练习场所。7楼则是8间由初院部使用的课室。

### 课外活动楼
课外活动楼内设有礼堂、讲堂、体育馆、食堂以及课外活动中心。礼堂的后台下有两个壁球场。

### 图书馆
莱佛士书院的图书馆于1923年，百年庆之际由林文庆先生与宋旺相爵士建成，是新加坡历史最悠久的图书馆。新加坡国家图书馆便起源于莱佛士书院的图书馆。该图书馆目前有多语言藏书约5万本与40台接入无线网的电脑。目前图书馆的所有摆设和装饰都依然保持着建成时的风格。图书馆由专职人员、学生管理员与家长志愿者负责。

### 体育设施
学校有一个奥林匹克规格的游泳池，校体育馆曾在2006年的夏季青年奥运会中担当体操训练场所。此外，校内设有1个橄榄球场、1个垒球场、2个篮球场、2个网球场、2个壁球场与2个板球场。

### IT设施
学校有6间普通电脑室，1间录音室与1间计算机研究室。所有的教学楼都接入校园局域网，而无线网也覆盖校园大部分地区，供学生与教职人员使用。IT部门也负责提供课堂在线学习所需的平板电脑。

## 宿舍

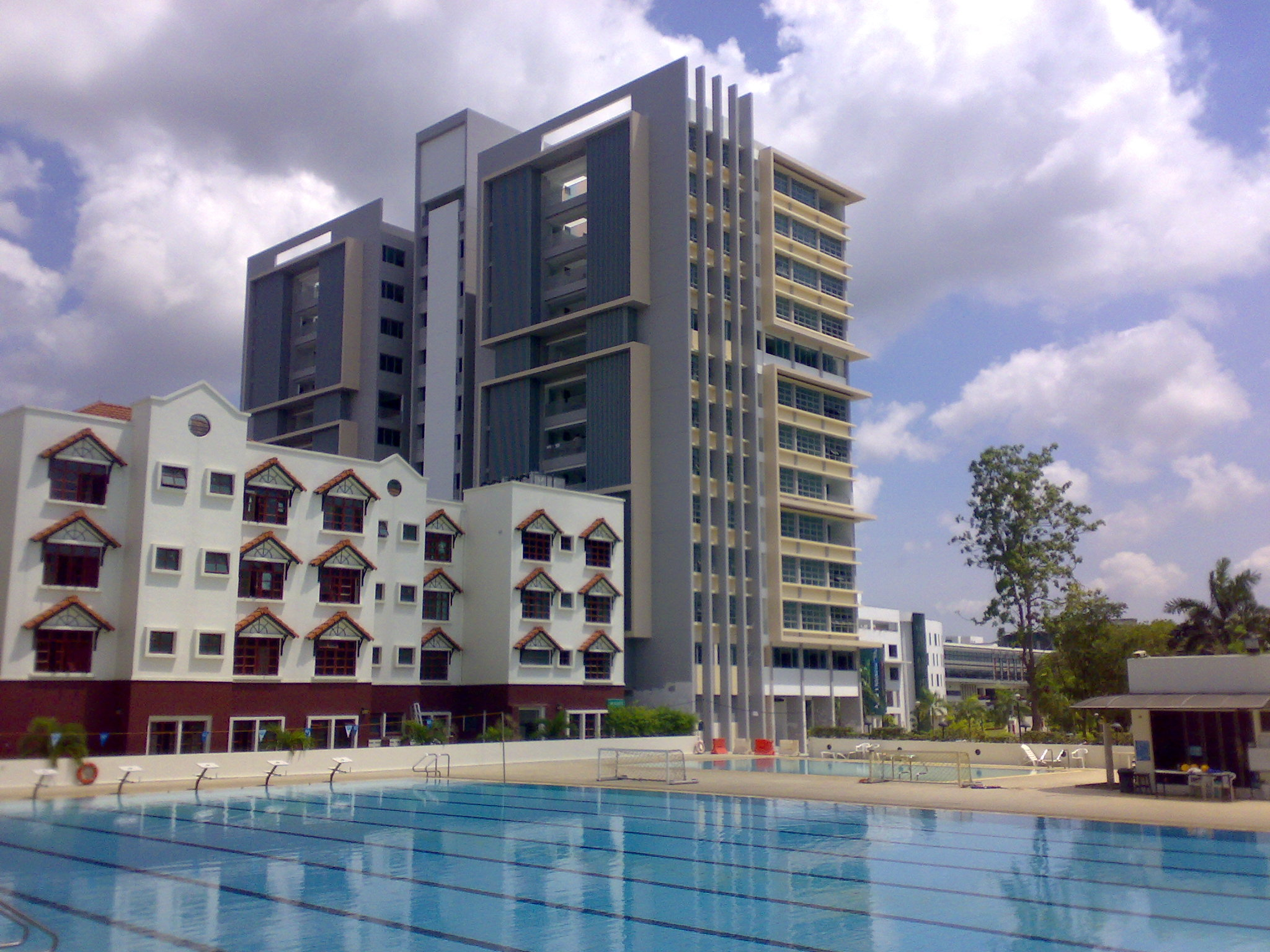
13层楼高的Hullett楼（2007年）

莱佛士书院宿舍由五栋楼的宿舍综合体构成。这五栋楼由学校的五个学院的名字命名，分别是Bayley、Buckley、Hullett、Moor和Morrison。除Hullett楼以外的每栋楼可以容纳90名学生。每栋楼都有常驻的学校职员，宿舍综合体由数位宿舍导师监管。

### 历史
宿舍综合体是由李光耀于1994年3月25日奠基。首批宿舍生于1997年入住。
在2006年的宿舍翻新升级作业中，原先的Moor楼为新建的13层楼高的Hullett楼而拆除，新的Hullett楼于2007年7月竣工。原先的Hullett楼被重新命名为Moor楼，并且与Bayley楼一并被规划为女生宿舍楼。
宿舍综合体的新一轮翻修于2014年完工，粉刷了新的外部喷漆的Hullett楼展现出了一幅全新的面貌，公共区域诸如楼梯间和走廊的换上了新的瓷砖，且除Hullett楼外的四栋宿舍楼都安装了电梯，同时这四栋宿舍楼的游戏室被移至原先的接待大堂。Buckley楼开设了一个小卖部兼咖啡厅，Bayley楼安设开了一个仅供宿舍学生开放的健身房兼舞蹈房，Morrison楼和Moor楼为ORA和RPA设置了新的办公室以及国际化事务办公室。另外，宿舍综合体的所有房间都安置了空调。

### 文化
宿舍学生由莱佛士书院当地学生以及其他国家（主要为中国以及东盟国家）的奖学金留学生组成，同时也有其他中学和初级学院的学生入住。最初两届的莱佛士领导力项目强制要求社团学生领导在该项目的第一阶段（即第三、第四学期）入住宿舍。在项目的剩余两个阶段，宿舍向其余学生开放为期一学期的入住申请，申请者需通过其所处社团提交申请。从第三届莱佛士领导力项目开始，整个项目的全部三个阶段开始为所有感兴趣的中三学生提供为期一学期的宿舍生活体验。
宿舍的传统包括一年两次的正装晚餐，一年一度的RIB之夜，以及新宿舍生入住欢迎活动。